# Rationes seminales
Rationes seminales (latino, dal greco λόγοι σπερματικοὶ o logoi spermatikoi), variamente tradotto come "principi germinali", "principi causali", "ragioni primordiali", "fattori originari", "ragioni seminali", "virtù seminali", o " principi seminali", esprimono una teoria teologica sull'origine delle specie. Ciò implica la dottrina di una creazione divina del mondo in forma di seme, con determinate potenzialità, che possono poi svilupparsi o rivelarsi di conseguenza nel tempo; ciò che appare come cambiamento è semplicemente la realizzazione delle potenzialità preesistenti. La teoria è una metafora della crescita di una pianta: proprio come un seme piantato alla fine si sviluppa in un albero, così un dio-creatore ha formato il mondo piantando rationes seminales, da cui è scaturita tutta la vita successiva. Il concetto funziona per conciliare la convinzione che Dio abbia creato tutte le cose con il fatto evidente che cose nuove sono in costante sviluppo.
Le radici e la terminologia di questa idea si trovano nella filosofia ellenistica degli stoici (dal IV secolo a.C. in poi) e nel neoplatonismo . L'idea passò al pensiero cristiano attraverso gli scritti di autori come Giustino Martire (II secolo d.C.), Atenagora di Atene (133 c. – 190 d.C. c.), Tertulliano, Gregorio di Nissa, Agostino di Ippona (354- 430), Bonaventura (1221-1274), Alberto Magno (1200 c. - 1280) e Ruggero Bacone (XIII secolo). Gli evoluzionisti teisti contemporanei guardano a questa dottrina come fonte di ispirazione sulla coerenza della creazione giudaico-cristiana con la moderna teoria biologica dell'evoluzione.
Giustino teorizza la presenza dei semi del Logos (λόγοι σπερματικοὶ o Semina Verbi) lungo tutta la storia e anche prima dell’Incarnazione, in quanto ogni uomo attraverso la propria ragione partecipa al Logos divino e perciò ha la capacità di vivere secondo il Logos. Giustino rivendica però la trascendenza della rivelazione cristiana. Fuori dal Cristo l’umanità possiede solo ‘semi’, germi del Logos, verità frammentarie e incerte, come dimostrano le contraddizioni nei filosofi. Soltanto il Vangelo rivela il «Logos tutto intero», fonte della piena verità.